# متیو دامنیک
متیو استوارت دامینیک (به انگلیسی: Matthew Dominick) (زاده ۷ دسامبر ۱۹۸۱؛ یو-اس-ان) یک خلبان آزمایشی نیروی دریایی ایالات متحده و فضانورد ناسا است.
او بیش از ۱۶۰۰ ساعت پرواز در ۲۸ هواپیما، ۴۰۰ فرود توسط ناو، ۶۱ مأموریت جنگی و تقریباً ۲۰۰ فرود آزمایشی ناو هواپیمابر دارد.

## زندگی شخصی و تحصیل
متیو استوارت دامینیک در ۷ دسامبر ۱۹۸۱ در ویت ریدج، کلرادو از خانواده دونالد و روندا دامینیک به دنیا آمد.
او از دبیرستان جونیور سنیور در لیتلتون، کلرادو فارغ‌التحصیل شد.
در سال ۲۰۰۵، او لیسانس علوم در مهندسی برق در دانشگاه سن دیگو با خردسالان در فیزیک و ریاضیات دریافت کرد، و یکی از اعضای انجمن نیروی دریایی رو-تی-اس و سیگما فی اپسیلون بود.

## حرفه در ناسا
در ژوئن ۲۰۱۷، دامینیک به عنوان عضوی از گروه ۲۲ فضانوردان ناسا انتخاب شد و آموزش دو ساله خود را آغاز کرد. در زمان انتخاب، دامینیک در کشتی یواس‌اس رونالد ریگان در دریا بود.